# 460 Сканія
460 Сканія (460 Scania) — астероїд головного поясу, відкритий 22 жовтня 1900 року Максом Вольфом у Гейдельберзі.